# Planum Boreum

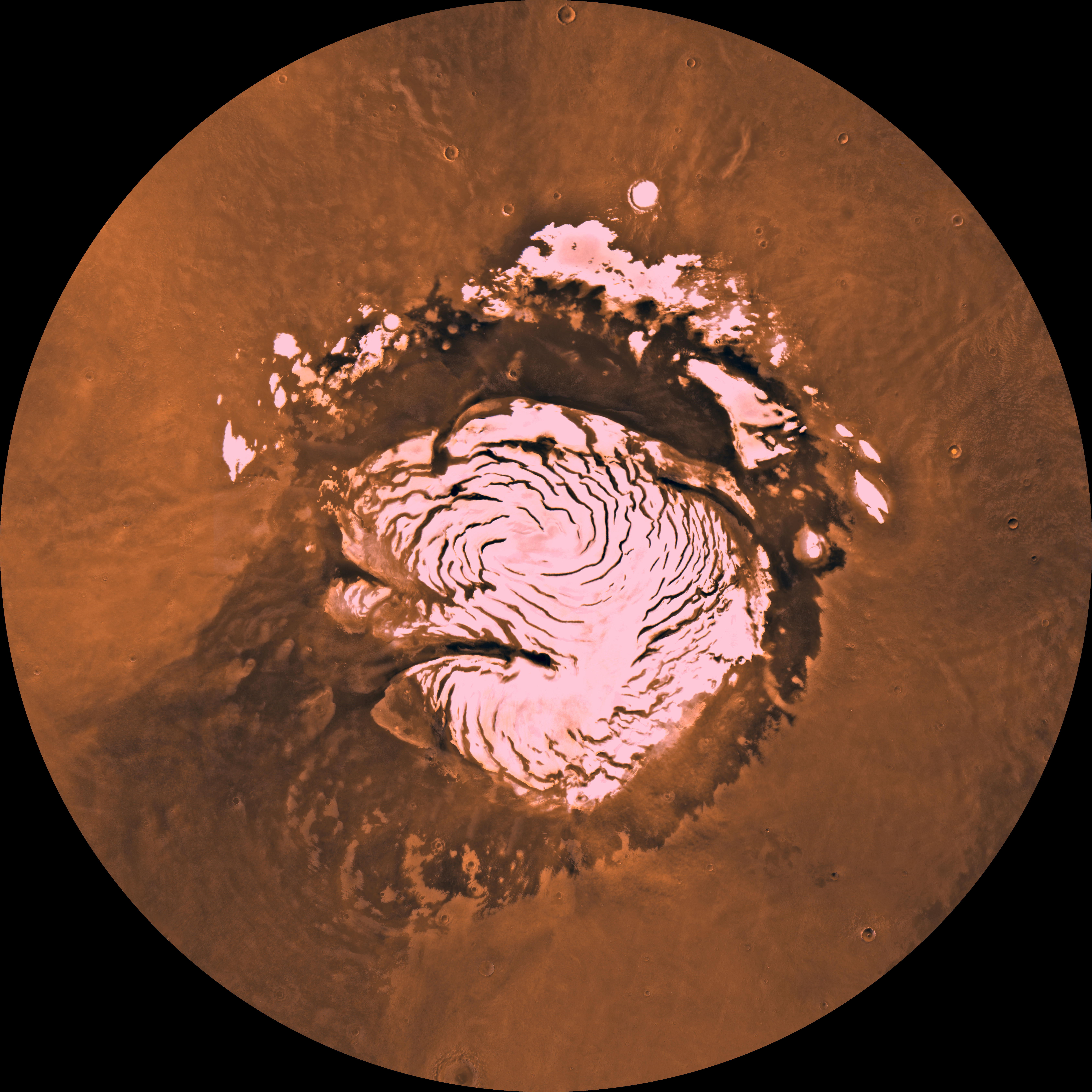
Snímek oblasti Planum Boreum pořízený sondou Viking

Planum Boreum (lat.; „Severní planina“) je planina severního polárního kruhu na Marsu. Rozkládá se směrem na sever od souřadnice 80 ° S a její střed se nachází na souřadnicích 88.0 ° S 15.0 ° V. Obklopuje ji vysokohorská rovná polární planina s členitými nížinami pojmenována Vastitas Borealis, která se táhne přibližně 1500 km jižním směrem a je dominantou severní polokoule. V roce 1999 Hubbleův vesmírný teleskop zachytil cyklonu v tomto regionu. Průměr této bouře byl přibližně 1750 km s okem bouře 320 km.

## Ledová čepice

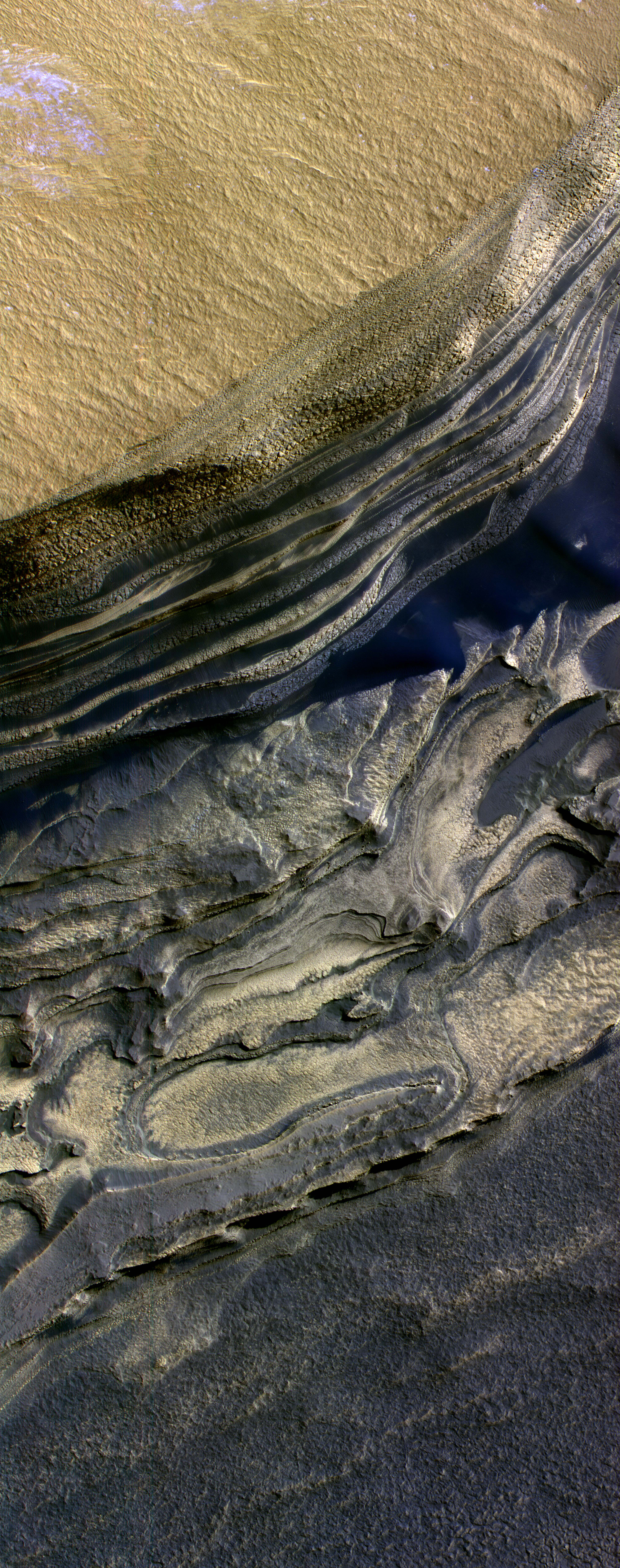
Obrázek v nepravých barvách od sondy Mars Reconnaissance Orbiter. Okraj kaňonu Chasma Boreale na severním pólu Marsu. Světlehnědé vrstvy jsou povrchový prach, šedé a modré su vrstvy ledu oxidu uhličitého a vodního ledu.

Planum Boreum je místem permanentní polární čepice složené hlavně z vodního ledu a zmrzlého oxidu uhličitého. Objem této čepice je 1,2×106 km3 a pokrývá plochu přibližně 1 milion km2 o poloměru 600 km. Největší tloušťka je přibližně 3 km. Spirálovitý tvar této oblasti byl vytvořen hlavně prudkým větrem a sublimací.
Kompozice povrchu severní polární čepice během jara (po roztátí sezónního suchého ledu) byla pozorována z oběžné dráhy. Vnější okraje této oblasti jsou znečištěné prachem (0,15% váhy) obsaženým hlavně v ledu. Jak se jedna část ledu pohybuje směrem k pólu, množství povrchového vodního ledu ubývá a je pomalu nahrazováno suchým ledem. Tímto se zvyšuje i Čistota ledu. Na pólu je povrchový sezónní led složený hlavně z čistého suchého ledu s malým obsahem prachu 30 parts per million vodního ledu.
Sonda Phoenix, vypuštěná v roce 2007 přiletěla na Mars v květnu 2008 a úspěšně přistála v oblasti Vastitas Borealis 25. května 2008. Polární čepice Marsu byla navržena jako místo přistání pro lidskou expedici na Mars.

## Struktury
Hlavní strukturou v Planum Boreum je velký kaňon v polární čepici nazvaný Chasma Boreale. Je široký zhruba 100 km, se srázy vysokými 2 km (porovnání: Grand Canyon je široký 24 km, hluboký 1,6 km a dlouhý 446 km). Chasma Boreale protíná polární usazeniny a led podobně jako je tomu i v Grónsku.
Planum Boreum je obklopena velkými planinami písečných dun na souřadnicích od 75 ° S po 85 ° S. Tyto dunové pole se nazývají Olympia Unda, Abalos Unda a Hyperboreae Unda. Olympia Unda je největší a pokrývá plochu od 100 ° V do 240 ° V. Abalos Unda pokrývá plochu od 261 ° V do 280 ° V a Hyperboreale Unda od 311 ° V do 341 ° V.

## Laviny

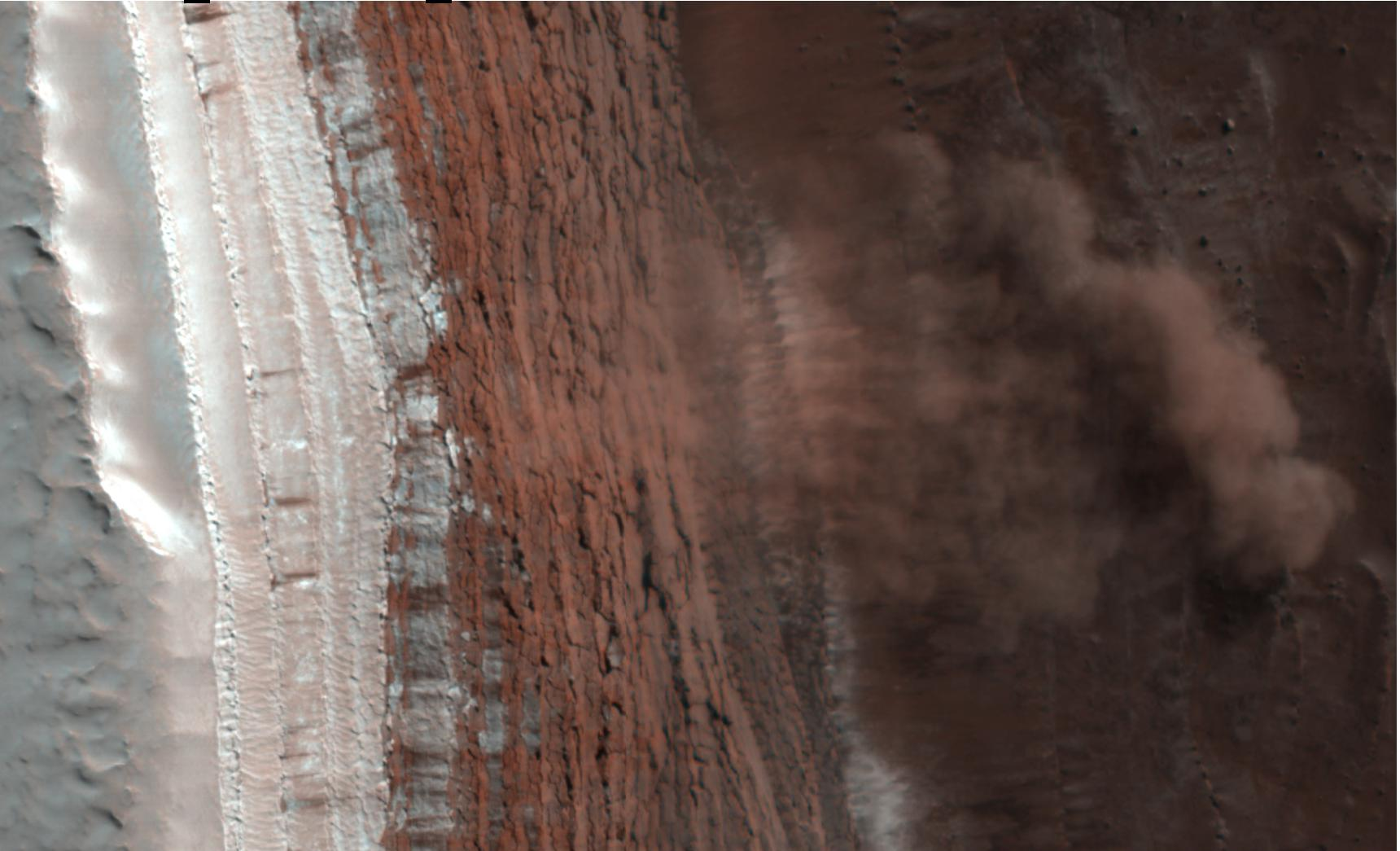
Obrázek marťanské laviny v nepravých barvách.

Pozorování HiRISE z února 2008 zachytilo čtyři laviny při pádu ze 700 m vysokého útesu. Oblak prachu je široký 180 ma táhne se 190 m od základny útesu. červené vrstvy jsou skály bohaté na vodní led a bílé vrstvy jsou sezónní led oxidu uhličitého. Sesuv vznikl v nejvyšších vrstvách červených vrstev. Následující pozorování mají přinést informace o složení úlomků z tohoto sesuvu.